# 黄学增烈士纪念亭
黄学增烈士纪念亭，位于中国广东省湛江市遂溪县乐民镇墩文村，为遂溪县的一个县级文物保护单位，类型为近现代重要史迹及代表性建筑，公布时间为2003年12月29日。
黄学增烈士纪念亭的历史年代为民国。